# Apol·lodor l'Epicuri
Apol·lodor Epicur (grec antic: Ἀπολλόδωρος, Apollódōros) va ser un mestre de filosofia epicúria que esmenta Diògenes Laerci, qui diu que portava per renom κηποτύραννος 'amo del jardí', perquè tenia la supremacia al jardí (escola) d'Epicur.
Va ser el mestre de Zenó de Sidó, que després es va convertir en el seu successor com a director de l'escola d'epicuris cap a l'any 84 aC. Suposadament hauria escrit més de 400 llibres, però només se'n conserva el títol d'un, una Vida d'Epicur. Tant aquesta com les seves altres obres han desaparegut completament.